# M9 Half-track
Il M9 Half-track era un veicolo semicingolato da trasporto truppe statunitense, utilizzato durante la seconda guerra mondiale. Venne progettato dalla ditta produttrice di macchine agricole International Harvester (IH) per fornire un veicolo simile all'M2 Half-track, quando la produzione del semicingolato M2 Half-track e del suo derivato M3 Half-track non riusciva a tenere il passo con la richiesta. Sfruttava lo stesso telaio del M5, già prodotto dalla IH per il programma "Affitti e prestiti", ma con sistema di stivaggio e dotazine radio dell'M2. Il mezzo rimase in servizio per un periodo significativo, durante il quel venne utilizzato dalle forze armate di undici paesi diversi. Alla fine della guerra erano stati prodotti circa 3.500 esemplari.

## Tecnica
L'M9 impiegava lo stesso scafo e la stessa meccanica dell'M5, mentre dall'M2 era mutuata l'impostazione della stiva, l'accesso alle radio dall'interno, i portelloni posteriori e l'affusto a piedistallo per la mitragliatrice pesante Browning M2 da 12,7 mm. La variante M9A1 introduceva i miglioramenti introdotti durante la guerra su M2, M3 ed M5, quali, sul sedile anteriore sinistro, di una ralla rialzata e protetta, a "pulpito", modello M49 per la mitragliatrice antiaerea e tre candelieri per le mitragliatrici medie.
A causa della carenza di acciaio cementato, vennero utilizzate piastre di corazzatura omogenea, più spesse di quelle usate sull'M3 (7,9 mm contro 6,4 mm) ma meno efficaci: una pallottola perforante di fucile poteva penetrarle a 270 m contro i 180 m dell'M3. La corazzatura rese il veicolo più pesante dell'originale, tuttavia le "prestazioni erano essenzialmente simili".

## Storia

### Sviluppo
Gli Stati Uniti adottarono i semicingolati in grandi quantità in quanto potevano essere costruiti in maniera più rapida ed economica dalle industrie automobilistiche civili rispetto ai veicoli corazzati delle industrie belliche specializzate. L'M2 era stato inteso come trattore d'artiglieria, ma veniva utilizzato anche per il trasporto delle squadre di mitraglieri dei reggimenti di fanteria meccanizzata e per le unità da ricognizione, prima che divenisse disponibile in quantità la più veloce e meglio armata autoblindo M8 Greyhound.
Per soddisfare le esigenze degli Alleati era richiesto un ritmo produttivo molto maggiore di quello garantito dalle aziende produttrici dell'M2 e del più grande M3. La International Harvester possedeva le capacità per produrre i semicingolati e così i militari accettarono alcune differenze dovute ai diversi procedimenti produttivi, autorizzando l'azienda alla produzione, per il programma "Affitti e prestiti", dell'M5 Half-track e dell'M9, equivalenti rispettivamente di M3 ed M2.
La IH iniziò la produzione di M9 nell'agosto 1942. Secondo l'esperto americano di storia militare e specialista della difesa Steven Zaloga, nel 1943 furono prodotti 2.026 M9 and 1.407 M9A1.

### Impiego operativo
La produzione di M9 fu tutta ceduta ai paesi alleati, come la maggior parte di tutti i modelli di semicingolato prodotti dalla IH durante la guerra. La versione M9A1 venne ceduta sia all'Unione Sovietica che al Regno Unito, che a sua volta la fornì agli altri paesi del Commonwealth delle nazioni.
Oltre che durante la seconda guerra mondiale, gli M9 furono poi impiegati anche nella guerra arabo-israeliana del 1948, in quella di Corea, nella crisi di Suez, nella guerra del Vietnam, in quella dei sei giorni e nella guerra del Kippur.

## Utilizzatori
Durante la seconda guerra mondiale gli M9 furono distribuiti a vari paesi ma non alle forze armate statunitensi, per le quali era sufficiente la produzione di M2 e M3. I britannici cedettero alcuni semicingolati alla Francia libera e ad altri governi in esiliio. L'Unione Sovietica ricevette lotti di M9 direttamente dagli Stati Uniti. Nel dopoguerra il mercato dell'usato militare dismesso fu fonte di approvvigionamento di questi mezzi da parte di alcuni paesi, in particolare Israele. Inoltre trasferimento di semicingolati americani continuò dopo la guerra nell'ambito del piano di aiuto denominato Military Aid Program (MAP) ai seguenti paesi (ad eccezione della Repubblica Popolare Cinese, che impiegò esemplari di preda bellica della Repubblica di Cina durante la guerra civile oppure mezzi ceduti dall'Unione Sovietica):
- Exército Brasileiro[10]
- Canadian Army[2]
- Zhōnghuá Mínguó Lùjūn[10]
- Zhongguo Renmin Jiefangjun Lujun[10]
- Armáda České republiky[10]
- Armée de terre - 603 esemplari di M9/M9A1 ricevuti dagli Stati Uniti[10]
- Rikujō Jieitai[10]
- Pak Fauj[10]
- Forze di difesa israeliane[10]
- Wojska Lądowe[10]
- Sovetskaja Armija – 413 esemplari ricevuti tramite "Affitti e prestiti" dagli Stati Uniti[2]
- British Army[2]